# Unió de Centre Democràtic
|  | Per a altres significats, vegeu «Unió del Centre Democràtic (Grècia)». |

Unió de Centre Democràtic (UCD) (en castellà, Unión de Centro Democrático) fou una coalició política i, posteriorment, un partit polític que exercí un paper protagonista durant la transició democràtica espanyola. Fou el primer partit en governar Espanya després del franquisme. No fou un partit convencional, ja que dins del seu si coexistiren nombroses «famílies» polítiques procedents dels antics partits que havien constituït originalment la coalició.
Adolfo Suárez en fou el seu líder més carismàtic. Després de la dimissió i sortida d'Adolfo Suárez al febrer de 1981, el partit entrà en una descomposició que acabaria portant a perdre més de 157 parlamentaris en les eleccions generals de 1982, la qual cosa es traduí en la seva dissolució uns mesos més tard.

## Història

### Fundació
Es formà com a coalició el 3 de maig de 1977, durant la transició posterior a la dictadura de Francisco Franco. La UCD reuní les següents organitzacions polítiques, amb els seus respectius capdavanters:
- Democratacristians:
  - Partit Demòcrata Cristià (PDC) de Fernando Álvarez de Miranda i Iñigo Cavero.
- Socialdemòcrates:
  - Federació Social Demòcrata (FSD) de José Ramón Lasuén Sancho. Reunia un total de deu partits d'àmbit regional.
  - Partit Social Demòcrata d'Espanya (PSDE) de Francisco Fernández Ordóñez i Rafael Arias Salgado. Reunia un total de sis partits d'àmbit regional.
  - Partit Socialdemòcrata Independent (PSI) de Gonzalo Casado.
  - Unió Social Demòcrata Espanyola (USDE) d'Eurico de la Peña.
- Governamentalistes:
  - Partit Popular (PP) de Pío Cabanillas, Emilio Attard i José Pedro Pérez Llorca. Reunia a un total de set partits d'àmbit regional.
- Liberals:
  - Federació de Partits Demòcrates i Liberals (FPDL) de Joaquín Garrigues Walker i Antonio Fontán. Reunia a un total de nou partits d'àmbit regional.
  - Partit Demòcrata Popular (PDP) d'Ignacio Camuñas Solís.
  - Partit Liberal (PL) d'Enrique Larroque.
  - Partit Progressista Liberal (PPL) de Juan García Madariaga.
- Partits regionals:
  - Acció Regional Extremenya (AREX) d'Enrique Sánchez de León.
  - Partit Gallec Independent (PGI) de José Luis Meilán.
  - Partit Social Liberal Andalús (PSLA) de Manuel Clavero.
  - Unió Canària (UC) de Lorenzo Olarte.
  - Unió Demòcrata de Múrcia (UDM) d'Antonio Pérez Crespo.
- Posteriorment s'hi sumaria també la Federació Social Independent (FSI) de Jesús Sancho Rof.[2]

Els seus principals components es declaraven democratacristians, liberals, socialdemòcrates o independents, aquests últims n'eren sovint elements procedents del règim franquista. Posteriorment, el 4 d'agost de 1977, es transformà en un partit polític, inscrit oficialment el 12 d'agost.

### Primers anys

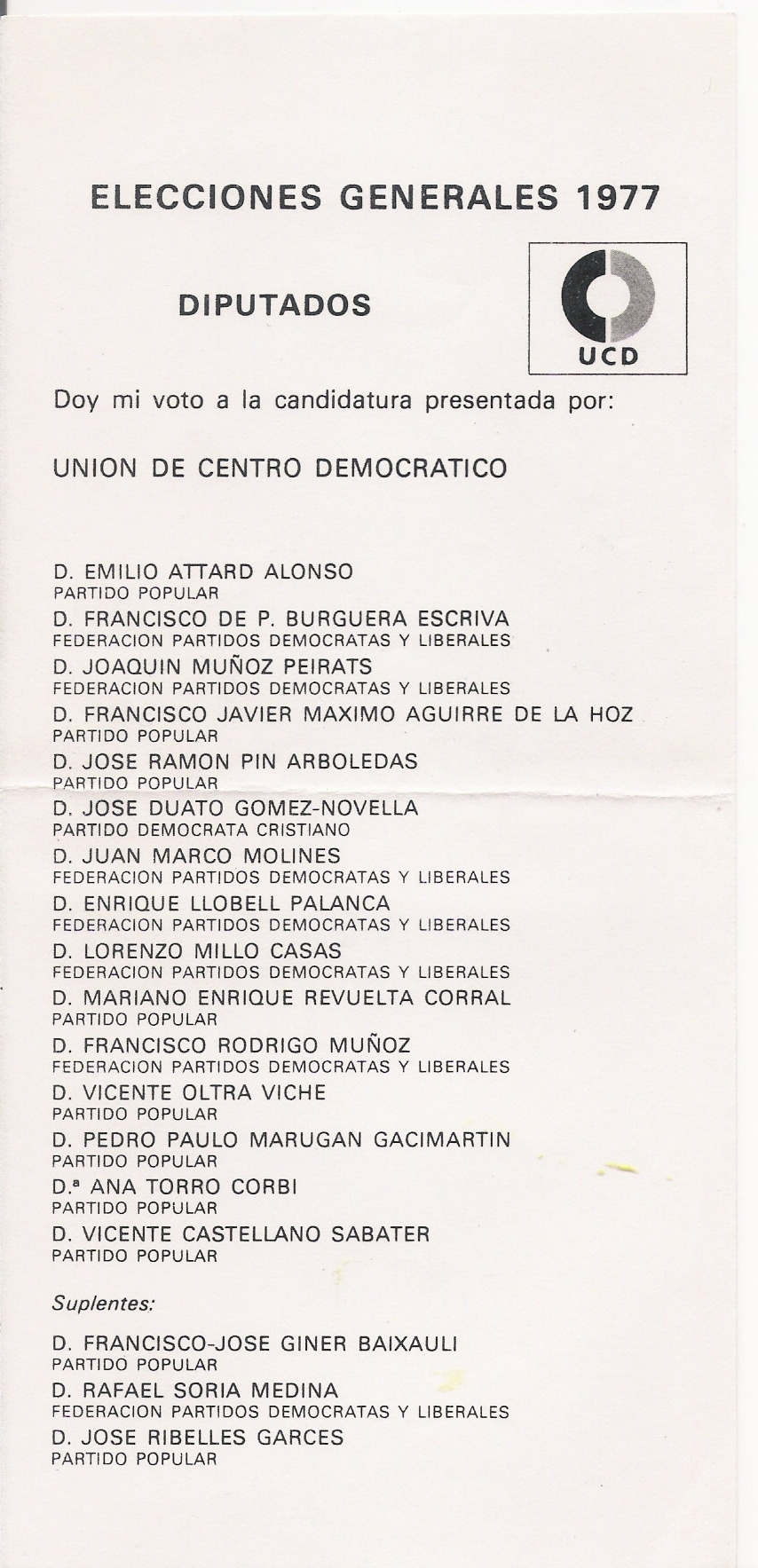
Papereta electoral de la UCD per València en les eleccions de 1977.

La Unió de Centre Democràtic (UCD) naixé de la mà d'Adolfo Suárez amb la finalitat d'aprofitar la seva imatge en les eleccions de 1977 a partir dels contactes personals que aquest mantenia amb els líders de gran quantitat de petits partits nascuts en pocs anys, així com per a dur a terme les finalitats del grup Tácito, nascut en els últims anys del franquisme a partir de sectors moderats del règim.
Encara que el Partit Popular era la formació de major pes dintre de la coalició Centre Democràtic, germen d'UCD, Adolfo Suárez aconseguí desplaçar al seu líder, José María de Areilza. Aquest últim, un personatge menys moderat que la línia política d'UCD, acabaria militant en Aliança Popular. Un altre membre decisiu en la creació del partit que va arribar en aquell moment va ser Leopoldo Calvo-Sotelo, artífex de l'addició al nom de la paraula «Unió». Naixé així la «Unió de Centre Democràtic» (UCD).
Entre el 19 i el 21 d'octubre de 1978 se celebrà el I Congrés. Hi foren triats Adolfo Suárez com a president del partit i Rafael Arias-Salgado com a secretari general.
Cal destacar un partit centrista que no s'adherí a la UCD: l'Equip Demòcrata Cristià Espanyol (EDC), partit que esperava obtenir uns molt bons resultats en solitari, si es comparava amb el model italià, però això no va ocórrer.
UCD governà Espanya des de 1977 fins a 1982. En les Eleccions Generals del 15 de juny de 1977 obtingué 6.310.391 vots (34,4%) i 166 escons. En aquestes, dels seus candidats, el 36% n'eren independents procedents de sectors moderats del franquisme, el 17% n'eren membres del Partit Popular de Pio Cabanillas, i el 12% de sectors democristians. Finalment, després de les eleccions, el 17,5% dels seus diputats electes havien estat prèviament procuradors de les Corts franquistes.

### En el Govern

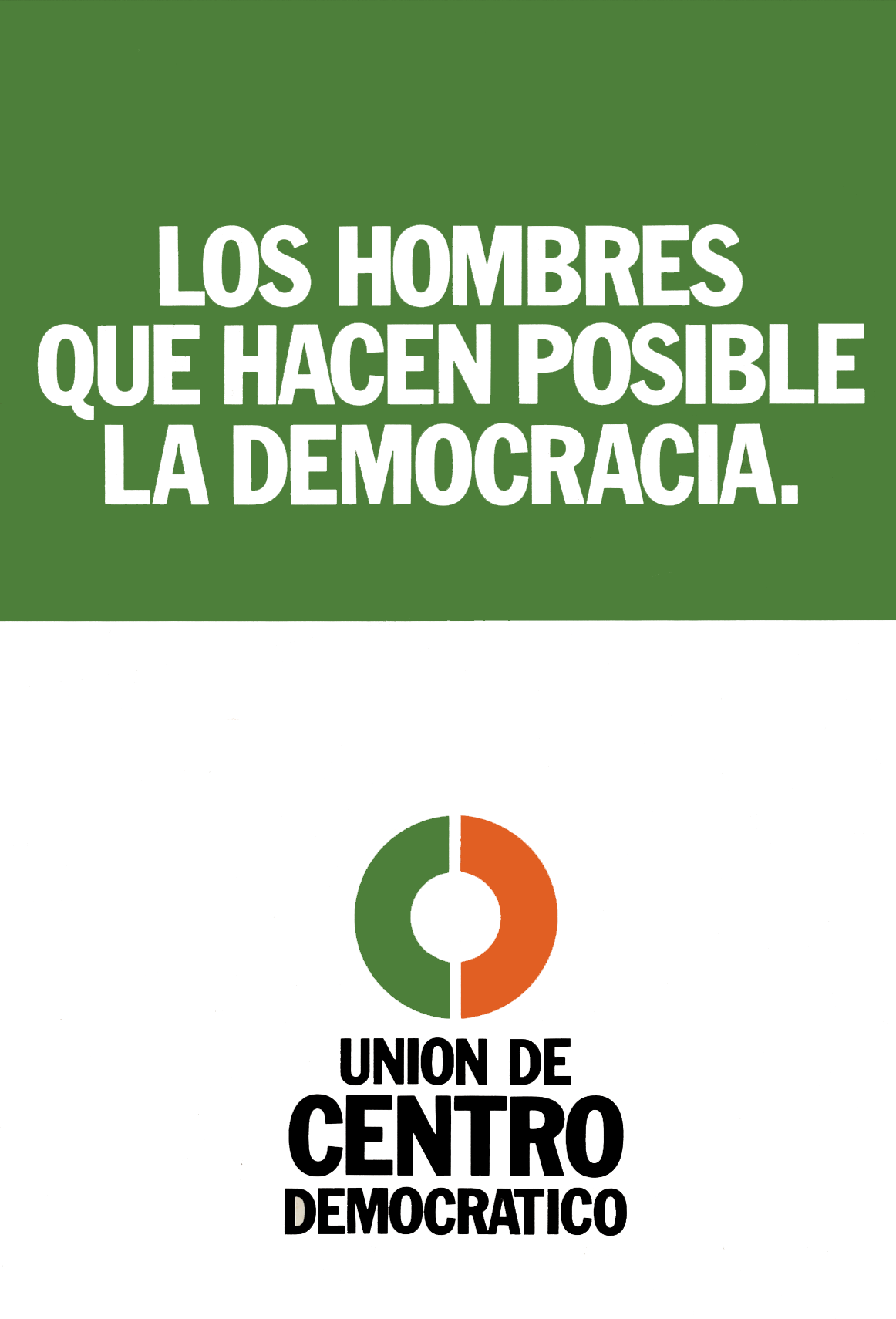
Cartell d'UCD per a les eleccions generals de 1977.

La Legislatura Constituent d'Espanya començà el 19 de juny de 1977. UCD pogué governar a causa del suport parlamentari i al consens establert tant amb AP com amb el PSOE i el PCE. Les noves Corts foren inaugurades el 22 de juliol. El nou govern, amb Adolfo Suárez González de president, diversos independents i Fernando Abril Martorell com a vicepresident, vindria a culminar el procés de Transició Espanyola desenvolupat en el país després de la mort de Francisco Franco en ser un dels principals partits impulsors de la Constitució de 1978. Tingué entre les seves files a 3 dels 7 ponents constitucionals: Gabriel Cisneros, Miguel Herrero y Rodríguez de Miñón, i José Pedro Pérez-Llorca Rodrigo.
En les eleccions generals de març de 1979 tornà a guanyar les eleccions amb majoria simple i obtingué 6.268.593 vots (34,8%) i 168 diputats. Així mateix en aquestes eleccions obtingué majoria absoluta en el Senat amb 118 senadors. D'aquesta manera, la I Legislatura d'Espanya (o II, si incloguéssim en el compte la Constituent), començà l'1 de març de 1979, amb un nou Govern presidit per Adolfo Suárez i amb Manuel Gutiérrez Mellado i Fernando Abril Martorell en ell, que comptà amb el recolzament en la investidura d'AP.
Així mateix la UCD guanyà les eleccions municipals d'aquest mateix any i obtingué l'ajuntament en 20 capitals de província, però no en les grans ciutats, on les esquerres assoliren les alcaldies. També guanyà les eleccions a la Diputació Foral de Navarra. Després de les eleccions al Parlament de Catalunya de 1980, en les quals el seu referent a Catalunya, Centristes de Catalunya-UCD, obtingué 18 diputats, recolzà Jordi Pujol com a President de la Generalitat de Catalunya.
El 16 de gener de 1980, el ministre de Cultura Manuel Clavero Arévalo, abandonà el partit per la negativa d'UCD a donar suport a l'«autonomia històrica d'Andalusia», i fundà Unidad Andaluza. Així mateix, el llavors ministre de Treball i Assumptes Socials Rafael Calvo Ortega es convertí en el secretari general del partit i Leopoldo Calvo-Sotelo en vicepresident 2n. del Govern.

### Dimissió de Suárez
El 29 de gener de 1981, fruit dels conflictes interns dins d'UCD, entre d'altres motius, Adolfo Suárez dimití com a President del govern, i Calvo-Sotelo fou el seu substitut fins a acabar la legislatura després del fallit intent de cop d'estat del 23 de febrer de 1981. Des d'aquest moment es gesta la inevitable desaparició del partit, hi hagué qui opinà que l'única cosa que mantenia unida la coalició era la redacció de la nova Constitució, la qual ja es trobava en vigor. Així mateix acabà per ser un partit amb escassa popularitat i ampli rebuig, a causa de l'augment de l'atur, la greu inflació i la crisi econòmica general que vivia el país.
Entre el 6 i el 9 de febrer de 1981 se celebrà el II Congrés d'UCD en Palma, on Agustín Rodríguez Sahagún s'imposà en la votació a Landelino Lavilla com a president del partit, càrrec que ostentà fins al 21 de novembre d'aquest any, quan li substituí Leopoldo Calvo-Sotelo.
El novembre de 1981 deu diputats del sector socialdemòcrata d'UCD liderats per Francisco Fernández Ordóñez fundaren el Partit d'Acció Democràtica, que més tard s'integraria en el PSOE i, al febrer de 1982 tres diputats encapçalats per Miguel Herrero y Rodríguez de Miñón s'integraren en el grup parlamentari de Coalició Democràtica, això acreixé la crisi interna per moments.
El juliol de 1982, Landelino Lavilla es convertí en president d'UCD coincidint amb l'abandonament del partit d'Adolfo Suárez i la creació per part d'aquest del Centre Democràtic i Social (CDS).
D'altra banda, el sector democristià creà el Partit Demòcrata Popular. Més tard, aquest últim i el Partit Liberal es coaligaren amb Alianza Popular, i acabaren integrant-se en aquest partit. Així mateix, Antonio Garrigues Walker fundà, al juliol de 1982, el Partit Demòcrata Liberal i hi integrà als sectors liberals d'UCD, base del futur Partit Reformista Democràtic.

### Sortida del govern i posterior dissolució

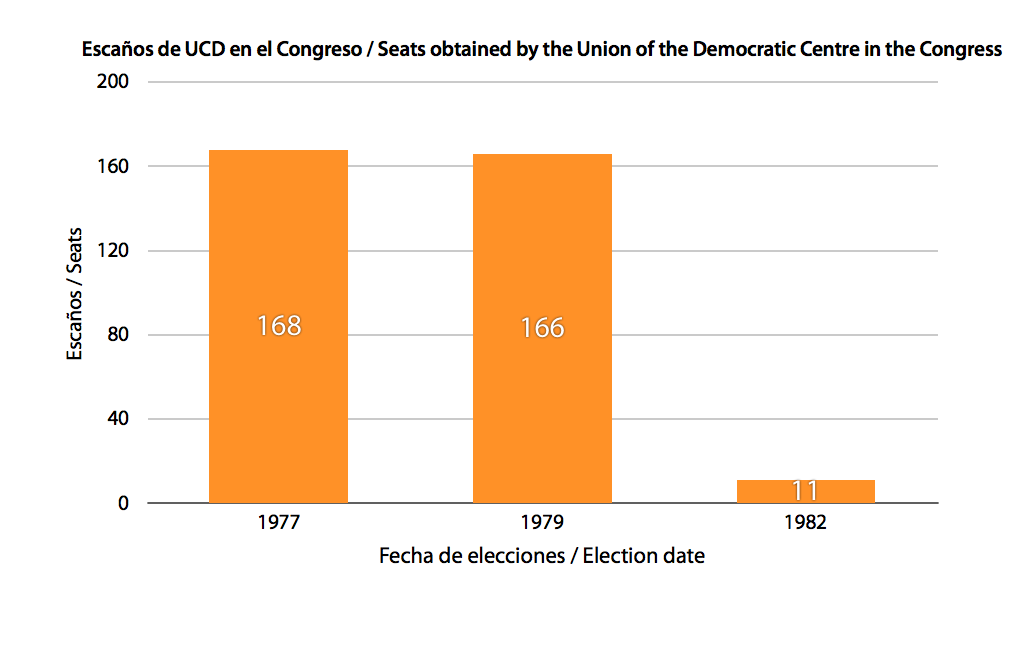
Evolució dels escons d'UCD al Congrés dels Diputats de 1977 a 1982.

Després de la seva renúncia, Adolfo Suárez va formar el Centre Democràtic i Social (CDS), que va competir amb UCD en les eleccions de 1982 i del que seria president fins a 1991
En les eleccions generals de 1982, en les quals vencí de forma aclaparadora el PSOE, la UCD presentà com a candidat a Landelino Lavilla, i només va obtenir 1.425.093 vots (6,7%) i 11 escons, i perdé així 157 diputats respecte les anteriors eleccions. En aquell moment el seu secretari general era Íñigo Cavero.
L'11 i 12 de desembre de 1982 se celebrà un congrés extraordinari en el qual Landelino Lavilla fou confirmat com a president i Juan Antonio Ortega fou triat secretari general. Després de totes aquestes escissions i el pèssim resultat electoral, la UCD es dissolgué el 18 de febrer de 1983, encara que el seu grup parlamentari es mantengué fins a 1986.
Per la seva banda, Francisco Fernández Ordóñez es va integrar al costat del seu grup socialdemòcrata en el PSOE. D'altra banda, el Partit Demòcrata Popular o el Partit Liberal es coalitzarien amb Aliança Popular, acabant per integrar-se en aquest partit i ocupant l'espai del centredreta.
La base electoral d'UCD va nodrir, simètricament, en les eleccions de 1982, a les dues principals formacions de l'esquerra i la dreta, el Partit Socialista i Alianza Popular, la qual, després de refundar-se el 1989 amb el nom de Partit Popular, va passar a capitalitzar una porció encara major de l'electorat que anteriorment havia votat UCD. Cal destacar, entre els polítics d'UCD que s'integraren en Alianza Popular Miguel Herrero y Rodríguez de Miñón en 1982, Marcelino Oreja Aguirre en 1983, Pío Cabanillas en 1986 (inicialment com a membre del Partit Liberal), i Rodolfo Martín Villa i Gabriel Cisneros en 1989.
D'altra banda, a partir d'UCD (ja fos directament o a través del CDS) sorgiren també diversos partits d'orientació regionalista o nacionalista, especialment després de la seva dissolució, com foren la Unió del Poble Navarrés (UPN) (escindit en 1979 de la mà de Jesús Aizpún), Unió Mallorquina, Agrupacions Independents de Canàries (germen de l'actual Coalició Canària), Partido Riojano Progresista, Extremadura Unida, Unidad Regionalista de Castilla y León, Coalició Gallega o Centre Canari Independent, o ben centristes d'àmbit únicament provincial, com Centristas de Ourense. Els membres del que fou el seu representant a Catalunya, Centristes de Catalunya-UCD, van acabar repartits entre el Centre Democràtic i Social, Alianza Popular i Convergència Democràtica de Catalunya.
En les eleccions municipals de 1983, diversos alcaldes de l'extinta UCD van ser reelegits en presentar-se en altres candidatures, com ara Alianza Popular a Burgos, Ciudad Real, Palència, Pontevedra i Santander, o com l'Agrupación Tinerfeña de Independientes a Santa Cruz de Tenerife, o com a independents a Terol, etc.

## Resultats electorals

### Corts Generals
| Corts Generals |           |         |         |           |         |           |       |                   |          |
| Any            | Congrés   | Congrés | Congrés | Congrés   | Congrés | Senat     | Senat | Líder             | Govern   |
| Any            | Vots      | %       | #       | Escons    | +/–     | Escons    | +/–   | Líder             | Govern   |
| 1977           | 6,310,391 | 34.44   | 1r      | 165 / 350 | —       | 106 / 207 | —     | Adolfo Suárez     | Minoria  |
| 1979           | 6,268,593 | 34.84   | 1r      | 168 / 350 | 3       | 118 / 208 | 12    | Adolfo Suárez     | Minoria  |
| 1982           | 1,425,093 | 6.77    | 3r      | 12 / 350  | 156     | 4 / 208   | 114   | Landelino Lavilla | Oposició |

## Presidents
| President | Mandat                    |                                            |
| --------- | ------------------------- | ------------------------------------------ |
| 1.        | Adolfo Suárez             | 3 de maig de 1977-9 de febrer de 1981      |
| 2.        | Agustín Rodríguez Sahagún | 9 de febrer de 1981-21 de novembre de 1981 |
| 3.        | Leopoldo Calvo-Sotelo     | 21 de novembre de 1981-13 de juny de 1982  |
| 4.        | Landelino Lavilla         | 13 de juny de 1982-18 de febrer de 1983    |